# Aqueo de Eretria
Aqueo de Eretria (Aχαιός; Eubea, 484- ca. 405 a. C.) fue un poeta trágico griego, autor de tragedias y obras satíricas, del que se dice que escribió 24, 30 o 44 obras, de las que se conocen 19 títulos, entre ellos Adrasto, Lino, Cicno, Euménides, Pirítoo, Teseo, Ónfale, Filoctetes y Edipo. 
Nada queda de las obras de Aqueo de Eretria, así que sólo es conocido por las noticias que dan de él Diógenes Laercio y Ulrico.